# Merlin Santana
Merlin Santana (14. březen 1976, New York, USA – 9. listopad 2002, Los Angeles, USA) byl americko-dominikánský filmový herec.
Narozen již v USA rodičům z Dominikánské republiky. Svou kariéru začal už ve třech letech jako model pro "fast-foodovou" společnost. První malou roli dostal ve filmu Woody Allena, Purple Rose of Cairo. Poté byl obsazen do seriálů, jako Cosby Show, Getting By, Sister, sister a především do hlavní role v sériích The Steve Harvey Show. Český divák ho mohl zahlédnout v malé roli ve filmu Showtime s Eddie Murphym a Robertem De Nirem.
Dne 9. listopadu 2002 seděl Merlin ve svém autě v Los Angeles, když k němu přišla neznámá osoba a zastřelila ho. Merlin zemřel dříve, než stačila přiběhnout pomoc. Pochován je v Saint Raymond's Cemetery v USA.